# Saša Matić

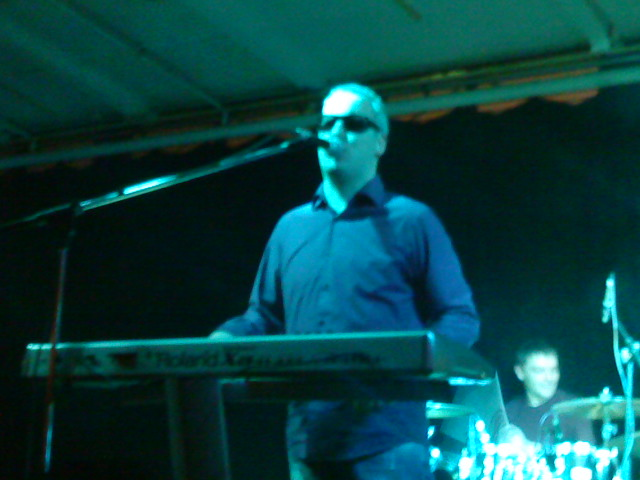
Saša Matić i Malmö, 2010.

Saša Matić (serbisk kyrilliska: Саша Матић), född 26 april 1978 i Drvar, Bosnien och Hercegovina, dåvarande Jugoslavien, är en populär bosnienserbisk sångare. Hans tvillingbror Dejan Matić är också en välkänd sångare. Båda föddes helt blinda.
Några av hans mest kända låtar är "Ko te ljubi ovih dana", "Sve je na prodaju", "Svuda si oko mene", "Ruzmarin", "Kad Ljubav Zakasni", "Lagala je grade" och "Kralj izgubljenih stvari".

## Diskografi
- Maskara (2001)
- Kad ljubav zakasni (2002)
- Zbogom ljubavi (2003)
- Anđeo čuvar (2005)
- Poklonite mi nju za rođendan (2008)
- Nije Ovo Moja Noc (2009)